# Christmas (EP av Pet Shop Boys)
Christmas är en jul-EP av Pet Shop Boys, släppt 14 december 2009.
På skivan finns bland annat en cover på Madness' låt "My Girl", samt en remix av den, och ett mdley av Pet Shop Boys "Domino Dancing" med Coldplays singel "Viva la Vida". Den innehåller även en ny version av fanklubbsingeln "It Doesn't Often Snow At Christmas" från 1997 (som gick in på den brittiska singellistan med placeringen #40) och en ny version av "All Over the World" från deras tionde studioalbum Yes. "All Over the World" spelades första gången i Chris Evans program i BBC Radio 2 den 9 november 2009. Skivomslaget innehåller ballongen från samlingen Party. Videon till "All Over the World" innehåller scener från Pandemonium-turnén och släpptes online några dagar för EP-släppet.

## Låtlista
1. "It Doesn't Often Snow At Christmas" (ny version producerad av Marius de Vries) - 3:51
2. "My Girl" (skriven av Mike Barson) - 3:43
3. "All Over the World" (ny version producerad av Marius de Vries) - 3:49
4. "Viva la Vida"/"Domino Dancing" (Pet Shop Boys/Guy Berryman, Jonny Buckland, Will Champion, Chris Martin) - 5:33
5. "My Girl" (Our House Mix) - 5:49

## Listplacering
| Lista (2009)           | Topplacering |
| ---------------------- | ------------ |
| Brittiska singellistan | 40           |
| Franska singellistan   | 62           |
| Svenska singellistan   | 10           |
| Tyska singellistan     | 35           |

### Fotnoter
1. ↑  Listplacering
2. 1 2  Listplacering

Den här artikeln är helt eller delvis baserad på material från engelskspråkiga Wikipedia.